# Габринець Володимир Олексійович
[джерело?]
Габринець Володимир Олексійович (нар. 19 січня 1946, с. Стайки Вітебської області Білорусь — фахівець у галузі енергетики та термодинаміки, доктор технічних наук (1995), професор (2002).

## Біографія
Закінчив Дніпропетровський університет в 1971, де відтоді й працював: від 1996 — професором. каф. двигунобудування; від 2000 — завідувач. каф. інформаційних технологій та інформаційної систем Дніпропропетровського регіону інституту державного управління Досліджує енергетичні установки наземного та космічного призначення, особливості теплообміну в них. Брав участь у створенні методики розрахунку теплового акумулятора оптимальної конструкції з відмінними зарядно-розрядними характеристиками.